# Earl Wavell

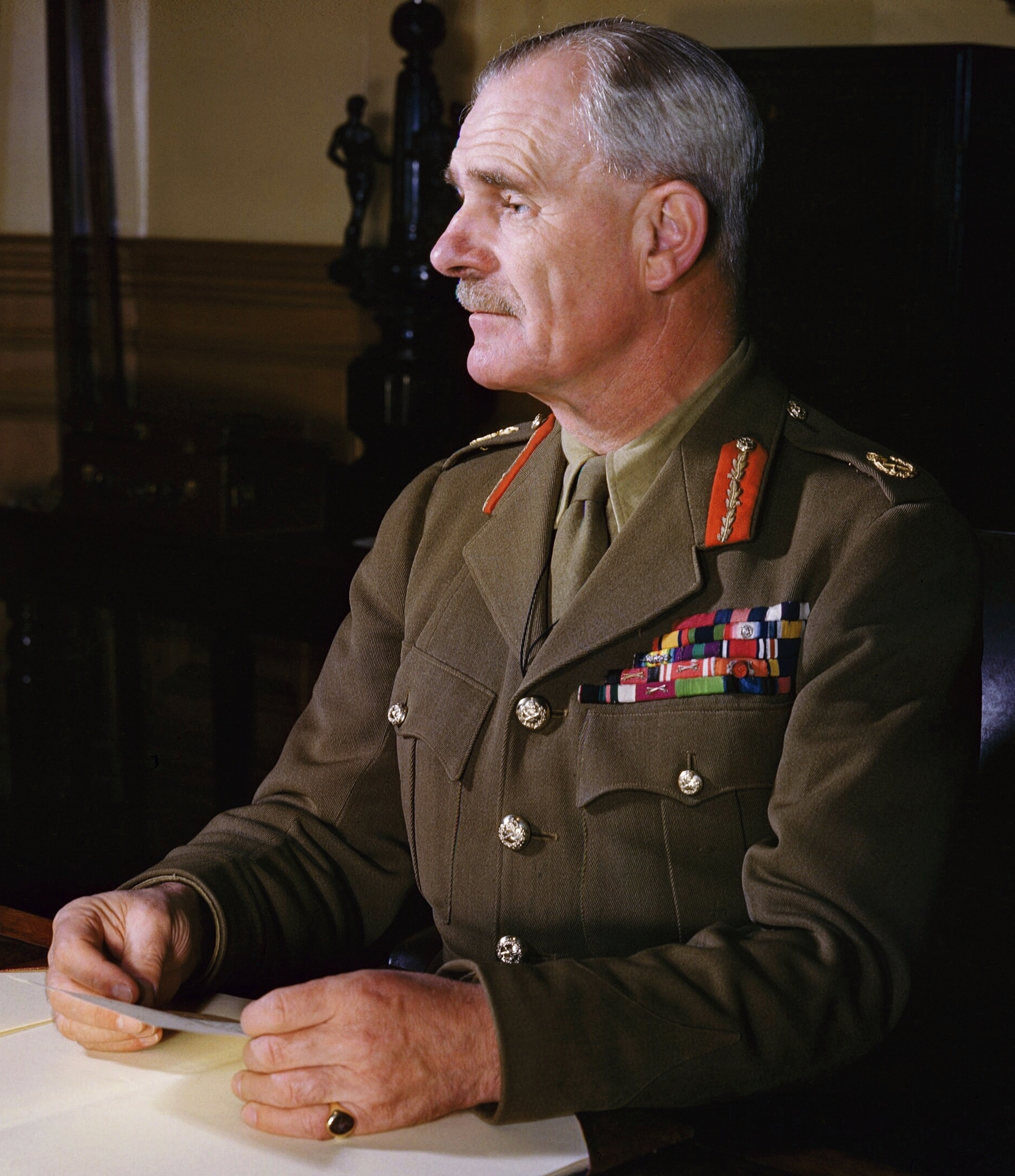
Archibald Wavell, 1. Earl Wavell

Earl Wavell war ein erblicher britischer Adelstitel in der Peerage of the United Kingdom.

## Verleihung und nachgeordnete Titel
Der Titel wurde am 1. Mai 1947 für Field Marshal Archibald Wavell, 1. Viscount Wavell, geschaffen. Er war von 1943 bis 1947 Vizekönig von Indien. 
Zusammen mit der Earlwürde wurde ihm der nachgeordnete Titel Viscount Keren, of Eritrea and of Winchester in the County of Southampton, verliehen. Bereits am 22. Juli 1943 war er zum Viscount Wavell, of Cyrenaica and of Winchester in the County of Southampton, erhoben worden. Beide Titel gehörten ebenfalls zur Peerage of the United Kingdom.
Die Titel erloschen beim Tod seines Sohnes, des 2. Earls, am 24. Dezember 1953.

## Liste der Earls Wavell (1947)
- Archibald Wavell, 1. Earl Wavell (1883–1950)
- Archibald Wavell, 2. Earl Wavell (1916–1953)